# Amt Sodingen
| Amt in Preußen     | Amt in Preußen         |
| ------------------ | ---------------------- |
| Name               | Sodingen               |
| Bestandszeitraum   | 1902–1928              |
| Provinz            | Westfalen              |
| Regierungsbezirk   | Arnsberg               |
| Landkreis          | Dortmund               |
| Fläche             | 11,36 km² (1895)       |
| Einwohner          | 15.709 (1910)          |
| Bevölkerungsdichte | 1.383 Einw./km² (1910) |
| Gemeinden          | 3                      |

Das Amt Sodingen war von 1902 bis 1928 ein Amt im Landkreis Dortmund in der preußischen Provinz Westfalen. Es umfasste die drei Landgemeinden  Börnig, Holthausen bei Castrop und Sodingen (bis 1913 Giesenberg-Sodingen). Der größte Teil des ehemaligen Amtes gehört seit 1928 zur kreisfreien Stadt Herne.

## Geografie
Das Amt bildete den äußersten Westen des Landkreises Dortmund. Nachbarämter und Städte waren im Uhrzeigersinn, beginnend im Norden, das Amt Bladenhorst des Landkreises Bochum, das Amt Rauxel des Landkreises Dortmund, das Amt Harpen des Landkreises Bochum und der Stadtkreis Herne (bis 1906 die Ämter Herne und Baukau).

### Fläche
Über die Fläche der drei amtsangehörigen Gemeinden liegen die Angaben aus dem Jahr 1897 vor. Damals besaßen die Gemeinden Börnig eine Fläche von 3,41 km2, Giesenberg-Sodingen eine Fläche von 2,73 km2 und Holthausen bei Castrop eine Fläche von 5,22 km2.

## Geschichte

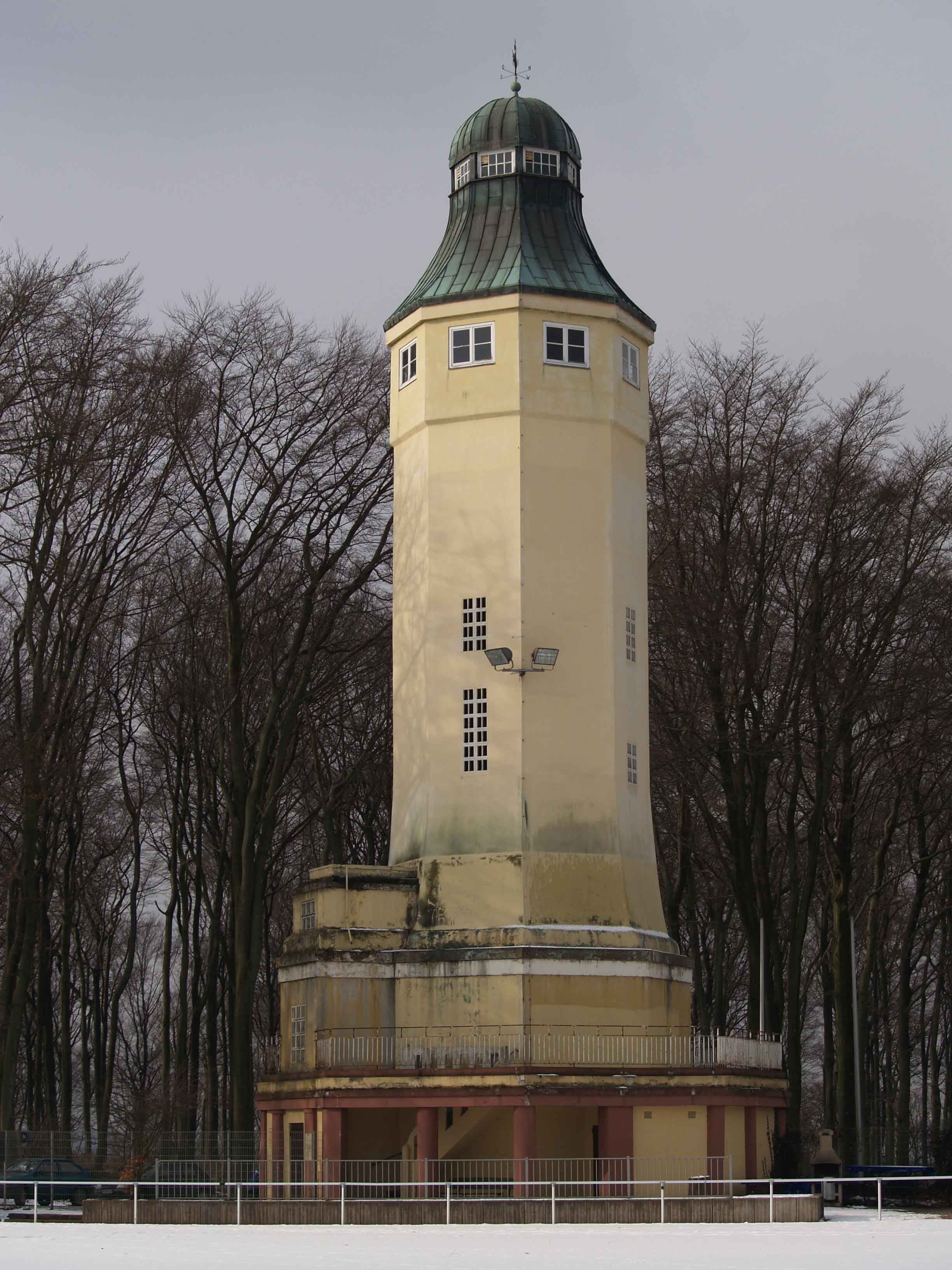
Der Aussichtsturm im Volkspark entstand unter finanzieller Beteiligung des Amtes Sodingen

Das Amt wurde im Jahr 1902 durch bei der Auflösung des Amtes Castrop neu gebildet. Zu ihm gehörten die Gemeinden Börnig, Giesenberg-Sodingen und Holthausen bei Castrop (oft mit der Schreibweise Kastrop). Am 30. Mai 1913 wurde die Gemeinde Giesenberg-Sodingen offiziell in Sodingen umbenannt.
1910 erwarb das Amt Sodingen ein Gelände auf der bewaldeten Anhöhe des Beimbergs, um oberhalb von Sodingen einen Park anzulegen, der ab 1913 Kaiser-Wilhelm-Park, ab 1919 Volkspark genannt wurde.
Als die Sodinger Zeche Mont Cenis die Anhöhe zur Aufstellung eines eisernen Wasserturms nutzen wollte, wurde auf Anregung des Sodinger Amtmanns das Bauwerk für den Hochbehälter mit einem Aussichtsturm kombiniert. Das Amt beteiligte sich finanziell an der Errichtung. Mit dem Entwurf des Turms wurde der Essener Architekt Alfred Fischer beauftragt. Das Kaiser-Wilhelm-Turm genannte Bauwerk aus Eisenbeton wurde 1912/1913 auf dem Parkgelände errichtet und ermöglicht mit einer Höhe von 31,5 Metern einen guten Ausblick über das Umland.  Der Turm wurde im Rahmen eines Volksfestes zum 25. Thronjubiläum des namensgebenden Monarchen im Juli 1913 eingeweiht.
Am 1. April 1928 wurde das Amt Sodingen durch das Gesetz über die weitere Neuregelung der kommunalen Grenzen im westfälischen Industriebezirk aufgelöst. Börnig und Sodingen wurden in den Stadtkreis Herne eingegliedert. Von Holthausen kam der Hauptteil zu Herne. Gebietsteile kamen zum Stadtkreis Castrop-Rauxel.
Die Amtsverwaltung hatte von 1902 bis 1928 ihren Sitz im Sodinger Amtshaus, das zentral in Sodingen am Marktplatz lag. Dort wurde es 1894 zunächst als Wohnhaus errichtet. Das Gebäude ist erhalten und wird als kommunales Jugendzentrum genutzt.